# Eksefjorden
Eksefjorden er en fjord langs grænsen mellem kommunerne Bamble og Kragerø i Vestfold og Telemark fylke i Norge. Fjorden er  6 km lang, og går fra Mosholmen og Askholmene og østover nord for Langøy. I vest går Eksefjorden over i Fossingfjorden.
Masteskjær er et kendt landemærke for fartøjer som passerer skibsruten gennem Eksefjorden. Masteskjær er en aflang holm beliggende omkring 200 meter vest-sydvest fra Klokkertangen og 200 meter sydøst for Trolldalens udløb i Eksefjorden. Den er 100 meter lang og 30 meter bred, og er ikke beboet af mennesker.